# Episodi di Nashville (terza stagione)
La terza stagione della serie televisiva Nashville è stata trasmessa sulla rete ABC dal 24 settembre 2014 al 13 maggio 2015.
In Italia, la stagione va in onda in prima visione satellitare su Fox Life, canale a pagamento della piattaforma Sky, dal 30 settembre 2015 al 13 gennaio 2016.
| n° | Titolo originale                      | Titolo italiano                           | Prima TV USA      | Prima TV Italia   |
| -- | ------------------------------------- | ----------------------------------------- | ----------------- | ----------------- |
| 1  | That's Me Without You                 | Questa sono io senza te                   | 24 settembre 2014 | 30 settembre 2015 |
| 2  | How Far Down Can                      | Quanto in basso posso arrivare            | 1º ottobre 2014   | 30 settembre 2015 |
| 3  | I Can't Get Over You to Save My Life  | Il coraggio della verità                  | 8 ottobre 2014    | 7 ottobre 2015    |
| 4  | I Feel Sorry For Me                   | Mi dispiace                               | 15 ottobre 2014   | 7 ottobre 2015    |
| 5  | Road Happy                            | Una via per la felicità                   | 22 ottobre 2014   | 14 ottobre 2015   |
| 6  | Nobody Said it was Going to be Easy   | Nessuno ha detto che sarebbe stato facile | 29 ottobre 2014   | 14 ottobre 2015   |
| 7  | I'm Coming Home To You                | Torno a casa da te                        | 12 novembre 2014  | 21 ottobre 2015   |
| 8  | You're Lookin' at Country             | Invidia e gelosia                         | 19 novembre 2014  | 21 ottobre 2015   |
| 9  | Two Sides to Every Story              | Due versioni della stessa storia          | 3 dicembre 2014   | 28 ottobre 2015   |
| 10 | First To Have A Second Chance         | Una seconda possibilità                   | 10 dicembre 2014  | 4 novembre 2015   |
| 11 | I'm Not That Good At Goodbye          | Non sono brava a dire addio               | 4 febbraio 2015   | 11 novembre 2015  |
| 12 | I've Got Reason to Hate You           | Un motivo in più per odiarti              | 11 febbraio 2015  | 18 novembre 2015  |
| 13 | I'm Lost Between Right and Wrong      | In bilico fra giusto e sbagliato          | 18 febbraio 2015  | 25 novembre 2015  |
| 14 | Somebody Pick Up My Pieces            | Una decisione difficile                   | 25 febbraio 2015  | 2 dicembre 2015   |
| 15 | That's The Way Love Goes              | L'amore funziona così                     | 4 marzo 2015      | 9 dicembre 2015   |
| 16 | I Can't Keep Away from You            | Non posso stare lontano da te             | 1º aprile 2015    | 16 dicembre 2015  |
| 17 | This Just Ain't a Good Day for Leavin | Non è una buona giornata per partire      | 8 aprile 2015     | 23 dicembre 2015  |
| 18 | Nobody Knows But Me                   | Nessuno lo sa tranne me                   | 15 aprile 2015    | 30 dicembre 2015  |
| 19 | The Storm Has Just Begun              | La tempesta è appena iniziata             | 22 aprile 2015    | 6 gennaio 2016    |
| 20 | Time Changes Things                   | Il tempo cambia le cose                   | 29 aprile 2015    | 6 gennaio 2016    |
| 21 | Is the Better Part Over               | Il più è fatto                            | 6 maggio 2015     | 13 gennaio 2016   |
| 22 | Tefore You Go Make Sure You Know      | Il coraggio della verità                  | 13 maggio 2015    | 13 gennaio 2016   |